# Erich Metze
Erich Metze (7 mei 1909 – 28 mei 1952) was een Duits wielrenner.

## Levensloop en carrière
Metze begon zijn carrière op de weg in 1930. Hij won de Ronde van Duitsland in 1931 en werd achtste in de Ronde van Frankrijk. Hierna legde hij zich toe op het baanwielrennen. Hij werd wereldkampioen halve fond in 1934 en in 1938. 

## Resultaten in voornaamste wedstrijden
| Jaar | Ronde van Italië | Ronde van Frankrijk | Ronde van Spanje |
| ---- | ---------------- | ------------------- | ---------------- |
| 1931 |                  | 8e                  |                  |